# Батраки (Башкортостан)
Батраки (баш. Батрак) — деревня в Давлекановском районе Республики Башкортостан Российской Федерации. Входит в состав Имай-Кармалинского сельсовета.

## География

### Географическое положение
Расстояние до:
- районного центра (Давлеканово): 40 км,
- центра сельсовета (Имай-Кармалы): 5 км,
- ближайшей ж/д станции (Давлеканово): 40 км.

## Население
| 2002 | 2009 | 2010 |
| ---- | ---- | ---- |
| 86   | ↘75  | ↗88  |

Согласно переписи 2002 года, преобладающие национальности — татары (62 %), башкиры (38 %).